# Salmat
Salmat es una empresa de marketing digital fundada por Phil Salter y Peter Mattick en 1979 con sede en Sídney, Australia, encargada del marketing multicanal de empresas australianas como Woolworths Limited, Target Australia, Telstra y el Gobierno de Australia. Salmat tiene más de 4 000 empleados distribuidos en Australia, Nueva Zelanda y Asia y cotizó en el Mercado de Valores de Australia.

## Historia

### Inicios y consolidación
Salmat fue fundada en 1979 en la capital australiana por Peter Mattick y Phil Salter como una empresa de distribución de catálogos. En 1984 recibió una inyección de capital de News Limited, que adquirió el 49% de la empresa por 5 millones de dólares después de una guerra de ofertas con la editorial Fairfax. Los fundadores recuperaron el control total de la empresa nuevamente en 1998 cuando compraron de nuevo la participación de News Limited.
En el año 2000 los ingresos de la empresa superaron los 200 millones de dólares, llegando a los 800 millones en el año 2008. El crecimiento de la compañía se vio impulsado por su cotización pública en el ASX el 2 de diciembre de 2002. Tras la cotización pública la empresa realizó una serie de adquisiciones, entre ellas el sitio Salesforce Australia por 64 millones de dólares el 6 de diciembre de 2004, el servicio de imprenta de Nueva Gales del Sur el 7 de marzo de 2005, VeCommerce el 27 de julio de 2006 por 28,7 millones de dólares y Dialect Interactive el 5 de diciembre de 2006 por 6 millones de dólares. La empresa adquirió SPA de Kodak Australia por 318 millones de dólares el 18 de julio de 2007.
En 2012 la empresa cambió de dirección estratégica y pasó de ser una compañía de comunicación multicanal a una empresa de comunicación omnicanal. A principios de 2014, Craig Dower fue nombrado director general. En septiembre del mismo año se le adjudicó a la empresa el contrato para operar el "Registro Nacional No Llame" en nombre de la Autoridad Australiana de Comunicaciones y Medios de Comunicación.

### Actualidad
En noviembre de 2019, el Grupo IVE adquirió Salmat Marketing Solutions y Reach Media NZ Limited, las empresas de distribución de catálogos de Salmat en Australia y Nueva Zelanda, por 25 millones de dólares. En diciembre de ese año, Salmat vendió su negocio de MicroSourcing (servicios gestionados) a Probe BPO Holdings por 100 millones de dólares.